# Ciclismo ai Giochi della I Olimpiade - 100 chilometri su pista
La gara dei 100 kilometri su pista dei Giochi della I Olimpiade fu uno dei cinque eventi sportivi, riguardanti il ciclismo dei primi Giochi olimpici moderni, tenutosi ad Atene, in Grecia, l'8 aprile 1896.

## La gara
L'evento, il primo per quanto riguarda il ciclismo ad Atene 1896, si svolse nel velodromo Neo Phaliron, in un giorno molto freddo. Parteciparono nove ciclisti alla competizione, provenienti da cinque nazioni. La gara consisteva nel percorrere 100 kilometri, o 300 giri di pista. Si disputò solo la finale, senza batterie eliminatorie.
Il greco Geōrgios Kōletīs ebbe dei problemi meccanici a metà corsa, ma il francese Léon Flameng si fermò e scese dalla sua bicicletta, aspettando che la bicicletta del greco venisse riparata. Flameng, che corse con una bandiera francese legata attorno alla gamba, cadde egli stesso, anche se vinse comunque la gara. Kolettis aveva completato 289 giri nel momento in cui Flameng tagliò il traguardo. Il resto dei partecipanti non arrivò all'arrivo, ma si ritirò prima.

## Risultati
| Piazz. | Nazione     | Atleta                    | Tempo              |
| ------ | ----------- | ------------------------- | ------------------ |
|        | Francia     | Léon Flameng              | 3h08'19"2          |
|        | Grecia      | Geōrgios Kōletīs          | 3h19'54"8          |
| ---    | Germania    | Bernard Knubel            | Ritirato al 41º km |
| ---    | Germania    | Theodor Leupolt           | Ritirato al 37º km |
| ---    | Regno Unito | Edward Battel             | Ritirato al 17º km |
| ---    | Grecia      | Aristeidīs Kōnstantinidīs | Ritirato al 16º km |
| ---    | Germania    | Joseph Rosemeyer          | NDF                |
| ---    | Austria     | Adolf Schmal              | NDF                |
| ---    | Germania    | Joseph Welzenbacher       | NDF                |